# 趙振洲
趙振洲（1898年10月31日—1979年8月28日），字冠五。河南省封邱縣趙莊人。民國37年（1948年）在河南省第二選區當選第一屆立法委員。祖趙清，黌門秀才，設帳授徒。父登科，學擅經史，耕讀為業。

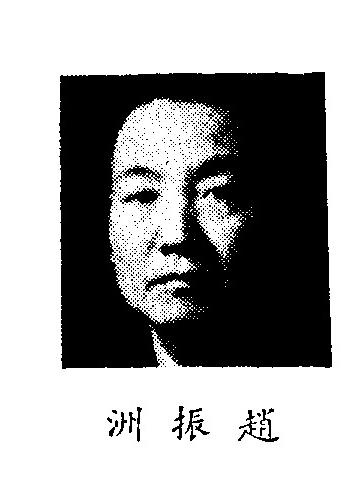
出席制憲國民大會代表時

## 生平
- 北京大學預科畢業[1][2][3]
- 法國巴黎大學政治經濟學博士
- 監察院秘書
- 河南大學教授
- 制憲國大代表[4]
- 民國68年8月28日病逝[5]

## 經歷
振洲體格魁偉，氣宇軒昂，記憶力驚人。幼時家聘名師，攻讀經史，能過目成誦，出口成章。民元以后，新式學制建立，先后畢業於省立開封中學，及國立北京大學預科。1925年，考取教育部公費留學考試，赴法深造，就讀巴黎大学法學院。1929年，獲政治經濟學博士學位。回國后，經張伯英介紹，出任監察院科長，旋改任秘書。1938年，應河南大学校長王廣慶之聘，為專任教授， 並先后兼任教務長，總務長達七年之久。當時河南大學遷至嵩縣南部山區，交通閉塞，物資缺乏，全校師生生活艱難，書籍文具，亦甚簡陋， 且需從敵后（日本軍佔領區內）搜求糧，鹽，油等生活必需品，以維持全校正常上課。教育部考績河南大學醫學院列為全國二， 其他文，法，理，農等學院，其上課之總時數，亦為全國之冠。此皆王、趙精誠合作所致。其著作有:《中國與歐洲外交史》，《農村經濟》，《勞工法》，《銀行法》，《貨幣學》， 《法語會話》等，多為河南大學講義和教材。1945年，辭去河南大學教職，轉赴重慶，任黨政工作考核委員，負責稽查中央，中國，交通，農民，四大銀行業務。1946年，出席制憲國民大會，參加制訂中華民國憲法，隨后任憲政實施促進委員。1948年，當選為第一屆河南省立法委员，后隨國民政府遷至台灣。1979年8月，逝於台北，享年八十四歲。振洲一生境遇優良，頗有家財，然其立身儉朴，煙酒不沾，寡欲清心，容忍克己。常與人曰：“做人處事，但求心安理得，俯仰無愧而已。”辦事愛簡明，惡虛浮，大端周妥，小節不拘。與友人交，則曰：“愈久而情誼愈篤。”。以身作則，儼然古風。振洲在大陸留有原配妻子及五女一子，在台灣再婚又續育一子。